# USS Croaker (SS-246)
L'USS Croaker (SS/SSK/AGSS/IXSS-246) est un sous-marin de classe Gato construit pour l'United States Navy pendant la Seconde Guerre mondiale.
Construit au chantier naval Electric Boat de Groton dans le Connecticut, sa quille est posée le 1er avril 1943, il est lancé le 19 décembre 1943 ; parrainé par l'épouse de l'amiral William H. P. Blandy (en) ; et mis en service le 21 avril 1944, sous le commandement du commander John E. Lee.

## Historique

### Seconde Guerre mondiale
Arrivant à Pearl Harbor à la fin du mois de juin, sa première patrouille de guerre débute à la mi-juillet depuis la base de d’Hawaï. Il opère en mer de Chine orientale et en mer Jaune, au cours duquel il coule le croiseur Nagara le 7 août et deux cargos, l'un le 14 et le 17 août, remportant une Navy Unit Commendation pour ces actions. Au cours de ses six patrouilles de guerre entre 1944 et 1945, trois furent considérées comme réussies, coulant au total 19 710 tonnes de navires ennemis. Peu avant la fin de la guerre du Pacifique en août 1945, le submersible est affecté à des tâches de surveillance côtière en mer de Chine méridionale et au large de Hong Kong.

### Après-guerre

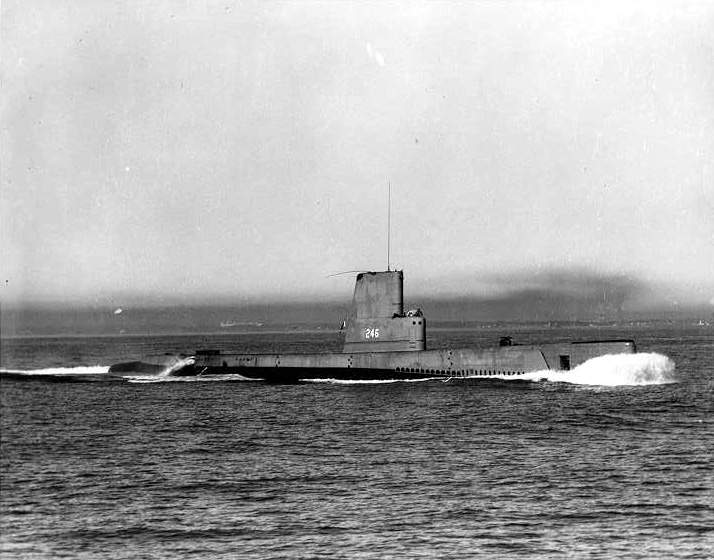
Le Croaker (SSK-246) reconfiguré en sous-marin d'attaque dans les années 1950.

Après la guerre, il navigue vers New London, dans le Connecticut, via Saipan, le canal de Panama et Galveston, où il est désarmé et placé en réserve. Il sert de navire-école à New London du 7 mai 1951 au 18 mars 1953, puis subit des travaux de conversion en sous-marin « hunter-killer » d'attaque sous le nouveau numéro de fanion SSK-246. Dans cette nouvelle fonction, le Croaker est remis en service en décembre 1953 et renvoyé au service actif en février 1954, patrouillant au large de la côte est des États-Unis et dans la mer des Caraïbes. En 1957 et 1958, il visite des ports d'Angleterre et du Royaume-Uni, tout en participant à des exercices de l'OTAN. En 1959, il reprend sa désignation initiale SS-246, dirigeant des exercices d’entraînement en Angleterre en février 1960. En septembre de la même année, le submersible rejoint la Méditerranée, transite par le canal de Suez et visite des ports de la mer d'Arabie avant de revenir à New London à la mi-décembre. En mai 1967, il est reclassé en tant que sous-marin auxiliaire sous le numéro AGSS-246. Retiré du service pour la seconde fois le 2 avril 1968, il est désigné IXSS-246 en décembre 1971. Entre 1977 et 1987, le Croaker est présenté au public à Groton, dans le Connecticut, par la Submarine Memorial Association. Depuis 1988, il est conservé comme navire-musée au Buffalo and Erie County Naval & Military Park, à Buffalo, dans l'État de New York.

## Décorations
- Navy Unit Commendation
- American Campaign Medal
- Asiatic-Pacific Campaign Medal avec trois battle stars
- World War II Victory Medal
- National Defense Service Medal avec star

Avec la Navy Unit Commendation, le Croaker a reçu trois battle stars pour ses patrouilles de guerre désignées comme « réussies » : il s'agit de la première, la seconde et la cinquième. On lui attribue 19 710 tonnes de navires envoyés par le fond.
Le Croaker a été inscrit au registre national des lieux historiques le 12 septembre 2008.